# Engewormer
Engewormer is een polder en droogmakerij in de gemeente Wormerland, in de provincie Noord-Holland. De Engewormer wordt vaak ook als eigen polderplaats geduid, meestal als buurtschap. De polder bestaat wel voornamelijk uit weiland. In het verleden onderscheidde men de plaats en de polder door te spreken van de polder de Enge Wormer en de plaats Engewormer maar in de loop van de tijd zijn deze inwisselbaar geworden.
De polder wordt omsloten door de Kalverpolder, de Polder Wormer, de dorpen Jisp en Neck, en de Wijdewormer. Aan de rand van de polder met Wormer bevindt zich de buurtschap Bartelsluis.
Dorpen: Jisp · Oostknollendam · Spijkerboor · Wijdewormer · Wormer

Buurtschappen: Bartelsluis · Engewormer · Neck

Voormalige gemeenten: Jisp · Wormer · Wijdewormer

Noord-Holland: Steden en dorpen in Noord-Holland      Nederland: Provincies · Gemeenten